# فرودگاه هوپ (آلاسکا)
فرودگاه هوپ (آلاسکا) (به انگلیسی: Hope Airport (Alaska)) یک فرودگاه همگانی بهره‌برداری هوایی است که یک باند فرود شن دارد. این فرودگاه در شهر هوپ، آلاسکا کشور ایالات متحده آمریکا قرار دارد.